# 高知学芸中学校・高等学校
高知学芸中学校・高等学校（こうちがくげいちゅうがっこう・こうとうがっこう）は、高知県高知市槙山町に所在し、中高一貫教育を提供する私立中学校・高等学校。

## 概略
1957年開校。もともとは高知大学に附属高等学校を設立しようとした運動があったが、実現が困難であったため、私立学校を設立する運動に転換し、その結果として開設された学校である。開学以来より男女共学であり、1960年に中学校を併設し中高一貫教育を開始した。
1964年に男子寮「養正寮」が開寮。1986年には同一敷地内に、既卒者を主な対象とする大学受験予備校「高知学芸進学アカデミー」を設置したが、2019年には廃止が発表された。

## 沿革
- 1957年2月 - 高知学芸高等学校創立（高知市朝倉乙775番地）。
- 1960年4月 - 中学校を併設。
- 1964年3月 - 養正寮開寮。
- 1968年   - 旧校舎学校火災。
- 1977年3月 - 現在地（高知市朝倉戊850番地、その後住居表示変更に伴い高知市槙山町11番12号に変更）に移転。
- 1986年4月 - 高知学芸進学アカデミーを開校。
- 1988年3月24日 - 上海への修学旅行中に列車で一行が事故に巻き込まれ生徒と教員合わせて28人が死亡（上海列車事故）。
- 2007年11月9日 - 創立50周年記念式典。
- 2017年11月10日 - 創立60周年記念式典。
- 2020年3月31日 - 高知学芸進学アカデミー閉校[3]。

## 教育方針
1. 生徒本位
2. 不断の向上
3. 基礎学力を養う
4. 全人教育
5. 男女共学
6. しつけの重視
7. 奨学の施設の充実

## 特徴
中高一貫教育を実施しており、円滑な生徒把握のために、中学校から高校に進学（進級）する際、中学校時の担任のうち1,2名は高校時にも担任となる。
2007年度からは毎朝10分間の読書時間を設けた。また、中学校においては読書の前と帰りのHR前に各5分間ほどの瞑想の時間が設けられている。

## クラス

### 中学校
A〜E組の5クラスでおよそ250名。1年から2年に上がるときにクラス替えが行われる。２年から３年のクラス替えはない。かつては編入試験が行われ毎年10人程度が2年次に編入学している。2005年度より編入制度は一時期廃止されたものの、2017年度に復活している。

### 高等学校
A〜F組の6クラスでおよそ300名。1年次にはA組が高校からの入学者、B〜F組が学芸中からの入学者となり、そのうちF組は特進クラスとなる。2年次からはA〜C組が文系クラス、D.E組が理系クラス、F組は文理混合の特進クラスとなり、原則として3年次への進級に際するクラス替えは行われないが、F組では特進クラスとしての性質上、生徒の入れ替えが生じることもある。なお、58期生まではA〜G組の7クラス編成であり、特進クラスのG組はドイツ語読みで「ゲー組」と呼ばれていた。クラス替えは中学の時と同じで１年から２年にかけてのクラス替えはあるが、２年から３年にかけてのクラス替えはない。

## 制服
- 男子制服: 冬服は黒の学生服。その下に襟に校章が刺繍されている白長袖のカッターシャツ（合服）を着る。春秋はカッターシャツ（合服）のみ。夏服は半袖で同様に校章が刺繍されているオープンカラー（開襟）のカッターシャツで、ズボンの生地も薄いものとなる。中学生と高校生の違いは学生服の襟章で、中学生は校章と同じマーク。高校生は平行四辺形で"gakugei"とフラクトゥールで記されている襟章をつける。ベルトについては、中学は校章入りバックル付きの黒革ベルトが指定。高校にはベルトの指定はない。
- 女子制服: 基本の合服は、長袖の白いブラウスに紺色のワンピース（スカートはヒダあり）で男子と同デザインのバックルが付いた布ベルトを締め、襟は紐リボンで結ぶ。胸に男子（中学）の学ランの襟章と同デザインのバッジをつける。冬服はその上に灰緑色のブレザーを着る。通称カビ色、ねずみ色。夏服は半袖の無地白襟セーラーに紐リボン、紺色スカート（ヒダあり）。中学生と高校生との違いは、リボンの色と、夏服及びブレザーの胸ポケットの刺繍（"G"とフラクトゥールで刺繍）の色である。色は中学が赤、高校は紺。以前はワンピースとブラウスの襟の形も違っていたが、現在は高校のものに統一されている。
- 上履き: 上履きにはつま先とかかとに色が付いていて、その色で学年を見分ける。色は、黄・赤・青の順で、入学した年度によって色が振り分けられ、卒業するまで同じ色を使う。つまり1年生のとき赤なら、2・3年生になってもそのまま赤を使う。自分が2年生になると3年生が黄で1年生が青を使うことになる。2025年度では3年が青、2年が黃、1年が赤である。
- カバン: 男女共通で指定されたバッグがある。リュックサックタイプやボストンタイプなど複数の種類があるが、色は紺で、いずれのバッグにもフラクトゥールで"gakugei"と記されている。
- 制帽: 男女とも制帽が存在するが、所持している生徒はほぼ皆無である（現在は製造停止）。
- 靴: 制靴はないが、白を基調とした白い靴紐で結ぶスニーカーを履いてくるように指定されている。高等部では靴紐のカラーは自由である。

### 体操服
男女共通で、上は白の長袖又は半袖体操服、下は青色の長ジャージ又は紺色のハーフパンツを着用する。冬用に体操服の上から着るための白色のトレーナーもある。体操服には上下とも上履きの色と同じ色での苗字の刺繍が義務付けられている。

## 年中行事

### 中学校
- クラブ勧誘演説（4月下旬の1日）
- クラスマッチ（5月、1回につき2日行う）
- 運動会（9月中旬の2日）
- 研修旅行（11月上旬、3年生のみ、3泊4日）
- マラソン大会（11月下旬の1日）
- 文化祭（1月下旬から2月上旬の1日、高知県立県民文化ホール（オレンジ）但し2019年度は県民文化ホール改修工事の為、高知市文化プラザかるぽーとで行われた）

### 高等学校
- 体育祭（2003年より再開）
- マラソン大会（12月上旬の1日、3年生は不参加）
- 如月祭（2月の2日間、文化祭、隔年開催）
- クラスマッチ
- 研修旅行

## 施設

### 校舎
- 管理棟（一部3階建て）
  - 校長室
  - 事務室
  - 生徒会室
  - 放送室
  - メモリアルルーム（上海列車事故を偲ぶための部屋）
  - 中学校ロビー
  - 高校ロビー
- 特別教育棟（一部5階建て）
  - 食堂
  - 売店
  - 音楽室（第一、第二（吹奏楽部部室）、ピアノ室、職員室）
  - 図書室（中学校図書室、高校図書室、書庫、職員室）
  - マルチメディア室（旧: 視聴覚室）
  - 物理実験室（暗室）
  - 生物実験室
  - 美術室（職員室）
  - 階段教室
  - 家庭科室（調理室・職員室）
  - 中学校職員室
  - 高校職員室
  - 社会科職員室
- 中学校舎（一部4階建て）
  - 各学年職員室
  - 理科実験室（暗室・職員室）
  - 技術室（職員室）
  - 書道室（職員室）

- 高校校舎（4階建て）
  - 各学年職員室
  - 進路指導室
  - 生徒指導室

### 体育施設
- 第一運動場
  - バスケットコート（2面）
- 第二運動場（校舎敷地より徒歩10分、催事には臨時駐車場となる）
- テニスコート（5面+3面）
- 旧体育館（1Fに剣道場・柔道場・男女各更衣室）
  - クラブ部室棟（体育館東側に併設、3階建て）
  - 50mプール（体育館南側に併設、10コース）
- 記念体育館（創立50周年として建設、2007年10月完成。）（多目的室では主に吹奏楽部が練習）
- 弓道場（下は演劇部部室）

### 寮
- 寮（養正寮）: 自宅通学が困難な地域に住む男子生徒が入寮する。女子生徒で下宿を希望するものには、学校から周辺の下宿が紹介される。

## 立地
土佐道路（国道56号バイパス）と高知県道38号高知土佐線（旧国道56号）に挟まれた、旧春野町に近い位置にあり、学校から徒歩3分ほどの高知県道38号沿いに上り下りでやや離れてとさでん交通鵜来巣バス停、国道56号土佐道路上に学芸高校前バス停がある。
最寄の駅はJR四国朝倉駅及びとさでん交通朝倉駅前電停（徒歩20分、自転車で10分ほど）。周辺には高知朝倉西郵便局、コンビニエンスストア、書店、国立高知病院などがある。

## 著名な出身者
- 植松伸夫（作曲家）
- 織田哲郎（ミュージシャン・作曲家）
- 岡崎誠也（元高知市長）
- 清藤真司（元香南市長）
- 公文孝佳（法学者）
- 谷岡亜紀（歌人）
- 田村秀男（ジャーナリスト）
- 浜口たくや（政治家）
- 細川律夫（元衆議院議員・第13代厚生労働大臣）
- 西本勝子（元衆議院議員）
- 森下一仁（作家）
- 宮脇孝雄（翻訳家）
- 水田直志（作曲家）
- なめたらいかんぜよ。MARI （お笑い芸人）
- 栗山秀作（カメラマン）
- 西川龍一（NHK解説委員）
- 高橋実枝（財務官僚）
- 三船海斗（元俳優）
- 井上琢己（アナウンサー）
- 三宅香帆（書評家）
- 中田善久(柔道家）